# Abdoulie Mansally
Pour les articles homonymes, voir Mansaly.
Abdoulie Mansally est un footballeur international gambien né le 27 janvier 1989 à Banjul. Il évolue au poste de milieu de terrain.

## Palmarès
- SuperLiga : 2008
- Coupe de Finlande : 2018

 Gambie U20
- Troisième de la Coupe d'Afrique des nations junior 2007